# Bethalus simplex
Bethalus simplex är en kräftdjursart som först beskrevs av Dollfus 1895.  Bethalus simplex ingår i släktet Bethalus och familjen Armadillidae. Inga underarter finns listade i Catalogue of Life.